# Leon Raczyński
Leon Raczyński herbu Nałęcz (ur. 1698, zm. 7 grudnia 1755) – polski magnat, generał lejtnant wojsk koronnych od 1745 roku, generał major wojsk koronnych od 1740 roku, pułkownik-komendant regimentu piechoty królewicza w latach 1734–1745, kolekcjoner i bibliofil.

## Życiorys
W wojsku austriackim osiągnął stopień rotmistrza. W wieku 24 lat został pułkownikiem, a następnie pełnił rolę komendanta Elbląga, by w 1740 zostać generałem majorem, a w 1746 generałem porucznikiem. Odszedł z wojska na własną prośbę – zajął się działalnością polityczną i zarządzaniem majątkiem własnym. Uczestniczył w sejmikach wielkopolskich, a także został wybrany posłem na Sejm z ramienia województw wielkopolskich w 1730.
Rezydował w Wyszynach, który to majątek doprowadził do rozkwitu. Gromadził tu też kolekcję różnych dóbr materialnych, w tym okazałą bibliotekę rodzinną, która z czasem stała się podstawą późniejszej Biblioteki Raczyńskich. Wspierał też inicjatywy publiczne, np. w 1751 ufundował Katedrę Gospodarki Akademii Lubrańskiego. Zakończył również, rozpoczętą przez Radomickich, budowę kościoła w Obrzycku. Jego niezrealizowanym marzeniem była budowa Kościoła Niepokalanego Poczęcia, otoczonego dwunastoma działami, które obwieszczać miały rozpoczęcie nabożeństw maryjnych.

## Życie prywatne
Przed 1744 ożenił się z Wirydianną Bnińską herbu Łodzia (1718–1797), z którą miał trójkę dzieci: Katarzynę (1744–1792), Filipa Nereusza (1747–1804) i Esterę (1749–1831).